# سجاد محمدیان
سجاد محمدیان (زاده ۲۴ آبان ۱۳۶۲ در خرم‌آباد) یک ورزشکار معلول در رشته دو و میدانی اهل ایران است.

## افتخارات
- کسب نشان نقره پارالمپیک ۲۰۱۶ ریودوژانیرو در ماده پرتاب وزنه.[۱]
- کسب مدال طلای پرتاب وزنه در رقابت‌های پارآسیایی جاکارتا ۲۰۱۸

1. ↑  شب رؤیایی پرتاب نیزه ایران در ریو - ورزش ۳]، بازدید در ۱۶ آذر ۱۳۹۵.